# Червоноіванівська сільська рада
| Червоноіванівська сільська рада — орган місцевого самоврядування у Криничанському районі Дніпропетровської області з адміністративним центром у c. Червоноіванівка. Сільській раді підпорядковані населені пункти: - c. Червоноіванівка - с. Козодуб - с. Коробчине |

## Склад ради
Рада складається з 12 депутатів та голови.

## Керівний склад сільської ради
| ПІБ                      | Основні відомості                                                                         | Дата обрання | Дата звільнення |
| ------------------------ | ----------------------------------------------------------------------------------------- | ------------ | --------------- |
| Нікуляк Лариса Іванівна  | Сільський голова, 1960 року народження, освіта, член Всеукраїнського об'єднання «Громада» | 26.03.2006   | 31.10.2010      |
| Плиска Сергій Григорович | Сільський голова, 1965 року народження, освіта середня спеціальна, член Партії регіонів   | 31.10.2010   | 10.11.2015      |
| Магомета Олена Іванівна  | Сільський голова, 1969 року народження, освіта вища.                                      | 11.11.2015   |                 |

Примітка: таблиця складена за даними джерела

## Розташування
Червоноіванівська сільська рада розташована в північній частині Криничанського району Дніпропетровської області, за 17 км від районного центру, вздовж берегів річки Базавлук.

## Соціальна сфера
На території селищної ради знаходяться такі об'єкти соціальної сфери:
- Червоноіванівська загальноосвітня середня школа;
- Червоноіванівський дошкільний навчальний заклад «Світлячок»;
- Червоноіванівська лікарська амбулаторія;
- Червоноіванівський сільський будинок культури;
- Червоноіванівська сільська бібліотека.